# 守一
守一，又叫守真一、守三一，是中國道教漢代六朝時最重要的一種冥想法，修道者閉關冥想，想像自己的精神或魂魄顯形，與軀體合而為一。守一法以《道德經》為理論上的依據，相信「一」既是道，也是人的精神，可使人延年益身，袪除百病，消災解難，通神接真，甚至長生成仙；但亦有道教流派強調，守一並非最高道術。魏晉以後，守一變得複雜化，守一變成守三一，「一」分處於上、中、下三丹田，甚至統領一身24位身神；也有道士教人存思「一」分身多人，或同時存思天上星斗及其他仙真。漢代六朝時，守一法廣受推崇，唐宋時道教的內丹術亦沿用此詞，描述煉內丹的體驗。
東漢至魏晉初期譯出的佛經中，也曾使用這個名詞，來形容佛教禪定修行的方法，也就是一境性。許多學者相信這是一種格義的手法，採取道家典籍的術語來轉譯佛經。學者湯用彤則認為這個名詞由佛經譯者所創，連同修習方法，一同影響了道教發展。

## 概論
「守一」之名，可能源自老子的「抱一」，在莊子中也曾提到，但並未將守一當成一個專門名詞來使用。守一這個名詞雖然來源自先秦道家，但直到東漢末年才成為專有名詞。最早將這個單字名詞化的人，已經無可考證。在道教內部，東漢末年的《太平經》中首次使用這個名詞；同時間的佛教譯經，也將它應用在表達禪定方法上。在東漢末年，佛教最初的信徒經常也同時崇信道術，兩者有混同發展的狀況，守一這個用語可能是在這個狀況下發展出來的。
黃老道家中，道可稱為「一」，神祕奧妙，虛空而不可測:47；《道德經》「載營魄抱一」，指專注於内在的魂魄，與形體不離，並與「道」相合為一:1，能夠知一，則可以復歸純樸，與天地精神達致和諧，「天得一以清，地得一以寧，神得一以靈，谷得一以盈，萬物得一以生」。道士重新闡釋老子之言，神化道家哲理中的一，一與「玄」、「道」相近，都是生命力的神祕之源:370-371，是數字的開始，象徵世界的起源，是道的代名詞，又是身體重要部位的隱語，更是修練過程中精神體驗境界的代稱。一也可解作擺脫世俗的誘惑和外物的干擾，保持意念的專一和精神的純一:317。
在東漢末年至南北朝之間，譯出的佛經中，使用守一這個名詞，一般用來對應禪定中「制心一處」與「心一境性」的修習方法，如後漢譯出的《分別善惡所起經》，《菩薩內習六波羅蜜經》，《阿那律八念經》，三國魏晉時譯出的《法句經》、《瑞應本起經》:77-78:327-328。襄楷上書漢桓帝時，引用《四十二章經》中的說法，認為守一方能成道。守一這個用語，可能是佛經譯者參考道家典籍之後，以格義手法應用在譯經之上。在南北朝之後譯出的佛經，通常直接使用禪定、三昧、毘婆舍那等佛教術語來譯，較少使用守一。

## 道教修練
道教認為，精神或魂魄若與身體分體，人就會生病甚至死亡；以冥想法想像、內視體內的「神」，可使「神」留居體內:292。守一的目的，就是「聚致精神於身內以治病」:169。人若能守一，能使身體與精神常合併，長存而不老，「人有一身，與精神常合并也」:317:716。根據東漢《太平經》，典型守一法如下：
設立修道的房間，建造堅固的門戶，其他人不可隨意內進，每日都入內嘗試冥想，感到不安不適就出來，不應勉強。如此修習下去，會愈來愈熟練，感到安寧，不想離開房間，不想再談飲食，也不想聽到其他人聲。修練有功，閉上眼可看到身形容貌，形象就像在鏡內，或像看見清水中的倒映。:372:723-724
守一顯形時，像剛起的火一樣，要立即守護，不要讓其消失。開始時是紅色的，最後會變白，久而久之則會變青，洞透明晰，位於遠方，又自遠處回來顯現為「一」，體內無不清楚可見。:372:16
修道的房間，牆壁應該加厚，以免受外間聲音騷擾:324。有學者推測，守一時可能打坐:314。有些冥想法如思念五臟神的還神法，會在室內懸掛神靈畫像，以助存思和通神:297，守一則獨自冥想，不掛畫像:372。
漢末以後，守一法複雜化，與三丹田說結合。《老子節解經》守一也稱為行一、抱一或存一，上丹田在腦，中丹田在心，下丹田在臍下，「一」循環灌注於三丹田中:374。魏晉時，守一有「守真一」和「守玄一」兩法，守真一是守體內之神，關鍵在守上、中、下三丹田:317。東吳鄭隱授予弟子葛洪的守一法就是守真一，一分為三，三真一位於三丹田中，各有姓名、大小尺寸，男的長九分，女的長六分:29，修真一者冥想其神降氣護身:3。守玄一同樣是存思體內之神，修道者先齋戒百日，冥想三四日後，不但看見自己的精神，還可以化身作十多人，「皆如己身」:44，達到分身的效果:294。也有學者指守玄一是守體外的神:317。鄭隱認為人體與宇宙相應，「一」在身中，亦在天宮，守一可與「存星」法相結合，同時冥想天上諸星，把星辰的神祕力量吸收在身:377。
東晉天師道《太上靈寶五符序》把身中之「一」分為天一、地一、人一，分別在上中下三丹田中，除了三一守身之外，還教人存思神獸、仙人、各種身神、日月五星精華等等，融合守一與「食氣」之術:2-3。東晉中期，上清經出世，認為一身之神有24位，三一監統全部24身神。守一就是存思三一固守身中三宮（三丹田）。修練時，還要選擇適當時辰和方位，存思三一分別登上星斗或天庭，再回歸體內；頭腦中的九宮之神，都稱為真一，分為「雄一」和「雌一」兩類。上清經並教人存思身神與天神融合，存思天上仙真降氣下來，進入人體，與體內各身神之氣相混融，稱「回風混合」，也是守一之法，屬上清經法中最基礎的修練法:3-5。上清派道士相信，修練守一須節制性欲:303。

## 歷史
守一是方士自古傳承的養生方術:310，《莊子．在宥》已提到守一可以長生:314。守一是東漢《太平經》的中心思想:371，在各種道術中最受重視，被認為是修道者必學之法:242。《太平經》許多篇名有「守一」二字，如「清身守一法」、「守一明法」、「守一入室知神戒」等，提出一是宇宙的起源:372，認為修練守一，可以成仙，修練身心，治病長生:242、244，使「精神自來」，長生延年，百病自除:372。守一者可得天神幫助，資質高的人，守一可以成仙，中等資質的守一，可以輔助帝王，資質低的，則可以無怨無咎:35、32。倘若人人守一，將天下太平，人人安樂:322-333。守一之外，《太平經》也教授存思五臟神的冥想法:41。後人把經中有關「守一」的論述，匯集成篇，編成《太平經聖君秘旨》一卷:2。天師道亦重視守一，意思稍有不同，反對那種存思自己身神的修練法，認為「一」並不在於人身中，而是天地間的一股「道氣」:333；一被徹底神格化，其大可遍於宇宙，其小則往來於人身之中，是無所不在的力量。天師道對教民頒佈道誡，宣稱守誡就是守一:373。唐代天師道士張萬福仍以守一比喻遵守道戒:307。漢魏時流行的另一種冥想法「歷臟法」，存思身中五臟神，則受天師道批評和摒棄:362。
六朝時，守一被視為最重要的冥想法，卻不一定是最重要的道術。魏晉時冥想法種類眾多，通行的有10餘種，當中守一最為重要:356-357。道士借助守一，有鎮定心靈的功用，相信守一有消災解難、卻惡防身的神奇效果，「陸辟惡獸，水卻蛟龍，不畏魍魎，挾毒之蟲，鬼不敢近，刃不敢中」。《老子節解經》的養神說主要在守一:379、362。唐代高道潘師正曾向唐高宗介紹守一，說守一「思之可卻百鬼」:307。有些道士非常推崇守一法，《西昇經》主張守一勝於煉丹，認為守一就是守道誡。南北朝前期的天師道徐靈期，提出守一是最上乘之學，勝於佛教的數息及道教的其他冥想法:383-384。也有道士對守一法有保留。西晉葛洪認為，守一可以通神、守形卻惡:183-184，「卻惡防身」，是最重要的冥想法，卻不是登仙之道:369、381，長生仙道在於煉丹:184。東晉上清經《紫陽真人內傳》指出守一是「中真、地仙」所修的道術，但不是「上真之道」；上清經作者之一楊羲僅指出，守一可使人頭髮不白，秀髮再生:382、376。上清經《智慧消魔真經》強調有智慧者當習守一，冥想身神，並融合三丹田之說，守一又稱「三一」:375。

## 影響
中國佛、道二教其他的冥想法都借用「守一」之名。隋唐之時，守一法、煉丹術與其他冥想法結合，形成內丹術:226。唐宋內丹術有時借用「守一」一詞，如道藏有《太上內丹守一真經》，以守一指內丹術中心腎二氣的交合變化，與六朝的守一法不同，並往往更常用《道德經》「抱一」一詞:6。
「守一」一詞在佛教也被廣泛應用，漢魏時翻譯佛經常用「守一」一詞，人們普遍等同禪定和守一，禪宗四祖道信提出體驗「心外無佛」，方法之一是「守一不移，動靜常住」:288，偽經《金剛三昧經》及其後的禪學著作《頓悟要門》，亦以守一解釋禪定:16-17。有學者指出，道經提到「丹書萬卷，不如守一」，和禪宗不立文字的精神相通:306。

## 現代研究
湯用彤認為守一是道教借用佛教禪定理論而成。但饒宗頤與湯錫予則認為守一在東漢道教中就是常見術語，採用守一來作為佛教禪定的譯名，是一種格義的手法。伯蘭特·佛爾認為守一是由道教傳統發展出來的名詞:15、17，吉岡義豊認為佛教借用守一這個名詞來譯經，有助把佛教禪定思想移植於中土:332

## 參看
- 冥想
- 禪定
- 內丹
- 金闕帝君三元真一經

## 外部連結
- 林永勝.  (PDF). 《漢學研究》. 2008, 26:1: 67–102  [2015-01-20]. （原始内容存档 (PDF)于2016-03-04） （中文（繁體））.
- 羅因.  (PDF). 「佛教思想與文學」國際學術研討會會議論文. 2008: 70–97  [2015-01-20]. （原始内容存档 (PDF)于2015-06-23） （中文（繁體））.